# يو إف سي 93
يو إف سي 93: فرانكلين ضد هندرسون (بالإنجليزية: UFC 93: Franklin vs. Henderson)‏ هو حدث لفنون القتال المختلطة نظمته يو إف سي، أُقيم في 17 يناير 2009، على ذا أوه2 في دبلن، أيرلندا.